# Мак щетинистий
Мак щетинистий (Papaver strigosum) — однорічна трав'яниста рослина роду мак (Papaver).

## Ботанічний опис
Стебло 30–70 см заввишки.
Квітки великі, яскраво-червоні або пурпурові, 10–12 см у діаметрі. Довжина пелюсток менша від ширини. Цвіте у квітні-червні.
Плід — коробочка, широко оберненояйцеподібна, біля основи округла.

## Поширення в Україні
Вид поширений у Криму. Росте на полях, вздовж доріг, на кам'янистих місцях. Бур'ян.